# Kārīzak
Kārīzak (persiska: کاریزك, Kārīzak-e Kāl) är en ort i Iran.   Den ligger i provinsen Khorasan, i den nordöstra delen av landet, 700 km öster om huvudstaden Teheran. Kārīzak ligger 1 139 meter över havet och antalet invånare är 507.
Terrängen runt Kārīzak är platt. Runt Kārīzak är det ganska tätbefolkat, med 56 invånare per kvadratkilometer. Närmaste större samhälle är Nīshābūr, 15,2 km norr om Kārīzak. Omgivningarna runt Kārīzak är i huvudsak ett öppet busklandskap.